# Gardelegi
Gardelegi (en basque et officiellement) est un village ou contrée faisant partie de la municipalité de Vitoria-Gasteiz dans la province d'Alava dans la Communauté autonome basque.
Il est enclavé dans la Zone Rurale Sud-Ouest de Vitoria. C'est une localité connue dans les alentours parce qu'on y trouve tout proche de ce village le déversoir municipal de Vitoria, connu comme Vertedero de Gardelegui.
Il se situe à 3.5 km au sud de Vitoria-Gasteiz, sur la route A-2124 qui relie Vitoria-Gasteiz avec le Comté de Treviño à travers le col et les Montagnes de Vitoria. Gardelegi se trouve sur le versant nord des Montagnes de Vitoria à moyenne latérale à 572 mètres d'altitude, à droite du cours d'eau Zapardiel, un petit affluent de la rivière Zadorra. Malgré sa proximité avec Vitoria elle continue d'être détachée de son centre urbain.
C'est actuellement une petite population bien que dans les plans d'extension de la ville de Vitoria la construction de 2.210 logements entre les villages Gardelegi et d'Aretxabaleta, changeront complètement la physionomie des deux localités. En mai 2005 la mairie de Vitoria-Gasteiz a conclu un accord avec l'assemblée administrative de Gardelegi pour construire ces logements, ce pourquoi les habitants ont donné leur consentement à la mairie en échange de la réserve dans la nouvelle promotion de 10 logements HLM pour les habitants de Gardelegi, de la future construction d'une salle polyvalente dans le village, ainsi qu'un budget pour la réhabilitation des maisons actuelles. La mairie a conclu des accords semblables avec l'assemblée administrative d'Aretxabaleta.
Le déversoir municipal de Gardelegi est situé approximativement à 1.5 km au sud du village (de fait le peuple de Castillo est plus proche du déversoir qui Gardelegi lui-même), en suivant par la route A-2124 en direction du Comté de Treviño. Dans ce déversoir on dépose les résidus de toute la commune de Vitoria. On a actuellement attaqué une extension de ce déversoir pour qu'il puisse fonctionner jusqu'en 2030.

## Histoire
Gardelegi entre dans l'histoire en 1025 quand il apparait mentionné dans le Cartulaire de San Millán sous le nom de Gardellihi. Il a été incorporé à la juridiction de la ville de Vitoria en 1258, cédée par le roi Alphonse X le Sage ce qui en fait un des vieux villages de Vitoria. Le long de son histoire on a aussi appelé Gardeley ou Gardeligui. On croit que son nom signifie "Casa de Gardele", puisque - egi c'est un suffixe qui, en basque, signifie maison de et est généralement uni à des noms propres. Gardele est un nom basque qui est enregistré dans des documents navarrais (gentilé de la Navarre) du Moyen Âge.
Le bâtiment le plus significatif du village est l'église paroissiale de San Pedro.
Ses festivités se tiennent vers le 29 juin pour la San Pedro.

## Voir également
- Liste des municipalités d'Alava